# Daniel Zellhuber
Daniel Olvera Zellhuber, född 7 juli 1999, är en mexikansk MMA-utövare som sedan 2022 tävlar i organisationen Ultimate Fighting Championship.